# Internet in Jamaika
Im karibischen Inselstaat Jamaika nutzten 2016 etwa 43,3 % der Bevölkerung das Internet, was leicht unter dem weltweiten Durchschnitt von 51,7 % liegt. Die Top-Level-Domain von Jamaika ist .jm.

## Verbreitung
In Jamaika nutzte weniger als die Hälfte der Bevölkerung das Internet. Der beliebteste Nutzen für das Internet war Ende 2010 das Empfangen und Versenden von E-Mails; etwa 77 % der Befragten gaben an, das in den letzten zwölf Monaten getan zu haben. Als zweites kommt die Nutzung von sozialen Netzwerken mit 72 % und die edukative Nutzung als drittes mit 65 %. Die Mehrheit der Nutzer ist zwischen 15 und 34 Jahren.
Die größten Telekommunikationsanbieter Jamaikas sind LIME, Digicell und Claro.

## Internetfreiheit und Zensur
Die Regierung von Jamaika schränkt keinen Zugang ein und entfernt keine Inhalte. Des Weiteren gibt es keine glaubwürdigen Berichte, dass die Regierung Internetverkehr ohne rechtliche Grundlage aufzeichnet oder speichert.